# La Génération des héros
Pour plus de détails, voir Fiche technique et Distribution.
La Génération des héros (Η Λιτανεία των Ηρώων, I Litania ton Héroon) est un film grec réalisé par Giorgos Stamatopoulos et sorti en 1970.

## Synopsis
Pendant l'occupation, Anna Rafti, une chanteuse appartenant à la résistance, se fait passer pour une collaboratrice. Elle devient la maîtresse d'un officier allemand, Hans Richter. Elle peut ainsi informer son réseau commandé par le colonel Miaoulis. Elle réussit à découvrir qui est l'agent double travaillant pour la Gestapo.

## Fiche technique
- Titre : La Génération des héros
- Titre original : Η Λιτανεία των Ηρώων (I Litania ton Héroon)
- Réalisation : Giorgos Stamatopoulos
- Scénario : Antonis David et Kiki Segditsa
- Direction artistique :
- Décors :
- Costumes : Kostas Papachristos
- Photographie : Grigoris Danalis
- Son : Argyris Lazaridis et Stavros Arpatzoglou
- Montage : Giorgos Gkotzogiannis
- Musique :
- Lyrics :
- Direction musicale : Giorgos Stamatopoulos
- Production :  Giorgos Stamatopoulos et Stavros Kostoulas
- Pays d'origine :  Grèce
- Langue : grec
- Format :  Noir et blanc
- Genre : Film de guerre
- Durée : 120 minutes
- Dates de sortie : 1970

## Distribution
- Giota Soimoiri
- Charis Panagiotou
- Stefanos Stratigos
- Cristoforos Zikas